# Sankt Florian, Linz-Land
Sankt Florian är en ort och kommun  i Österrike. Den ligger i distriktet Linz-Land i förbundslandet Oberösterreich, 150 kilometer väster om huvudstaden Wien. 
Kommunen består av 21 orter (Ortschaften) (inom parentes invånarantal 1 januari 2024):

- Bruck bei Hausleiten (72)
- Bruck bei Tödling (85)
- Enzing (77)
- Fernbach (126)
- Gemering (10)
- Hausleiten (85)
- Hohenbrunn (73)
- Mickstetten (111)
- Niederfraunleiten (113)
- Oberfraunleiten (29)
- Oberndorf (22)
- Oberweidlham (95)
- Rohrbach (976)
- Samesleiten (192)
- Sankt Florian (3 346)
- Taunleiten (250)
- Tillysburg (99)
- Tödling (83)
- Unterweidlham (38)
- Weilling (134)
- Ölkam (302)